# من زمین را دوست دارم
من زمین را دوست دارم فیلمی به کارگردانی ابوالحسن داوودی، نویسندگی پیمان قاسم‌خانی و تهیه‌کنندگی منوچهر محمدی ساخته سال ۱۳۷۲ است.
این فیلم در ۲۹ تیر ۱۳۷۳ در سینماهای ایران اکران شده است.

## خلاصه فیلم
خسرو که کارش رانندگی تاکسی است، یک شب با موجودی فضایی که خود را خپیت می‌نامد، روبرو می‌شود. رفتار غیر عادی و پیش‌بینی نشده خپیت مشکلاتی برای خسرو پدید می‌آورد. خسرو علت حضور خپیت در زمین را نمی‌داند تا اینکه زنی فضایی نیز به زمین می‌آید. و اوست که فاش می‌کند که خپیت به لحاظ مخالفت فرماندهان سیاره با ازدواج او، به زمین تبعید شده است. به زودی پای موجودات فضایی دیگر که قصد بازگرداندن زن و مرد فضایی را دارند به زمین گشوده می‌شود.

## بازیگران
- علیرضا خمسه
- بهزاد خداویسی
- فریبرز عرب نیا
- آتنه فقیه‌نصیری
- ژانت آوانسیان
- مهری مهرنیا
- حسین محب‌اهری
- اسماعیل گرامی
- رشید اصلانی
- منوچهر حامدی
- محمود بهرامی
- محمد ورشوچی
- عباس محبوب
- صدیقه کیانفر
- عیسی صفایی
- زهره صفوی
- مهرداد دولتی
- ناصر فروغ
- ناصر شاگردی
- محمد کدخدایی
- محمد قاصدی
- غلام ژاپنی
- صادق حدادی
- مانفرد اسماعیلی
- سهیلا یزدان‌خواه
- ایرج خدری
- مهناز شبیری
- بهزاد نایب‌آقا
- حسین باغ شهری
- علیرضا درویش
- بهمن نبی‌زاده
- منوچهر عظیمی